# ピウラ
ピウラ（Piura）は、ペルー北西部、ピウラ県の県都。人口は48万1396人（2021年）。ピウラ川中流域に位置する。

## 歴史
ペルー北部の他の土地と同様に、ピウラ周辺には、"Tallanes"、"Yungas"と呼ばれる土着の部族が住んでいた。最終的に"Muchik"文化によって支配されるまで、組織を持たず、指導者もいなかった。これらの地域と"Muchik"文化が交わり、"Vicús"文化へと発展した。数世紀後に、ピウラは、少なくともスペイン人が到着する前の40年間は、トゥパック・インカ・ユパンキの支配下におかれていた。
1532年にパナマから上陸したスペイン人の征服者フランシスコ・ピサロによって建設され、ペルーで最も早く建設されたヨーロッパ型の都市となった。そして現在のピウラのメスチソやクリオーリョの文化が生まれた。メスチソの文化は、スペインのエストレマドゥーラやアンダルシアの影響を受けていた。マダガスカルからの奴隷が連れてこられたことによるアフリカの影響や、広東から稲作をしたり、奴隷が行っていた労働を引き継ぐために移住してきた広東労働者や、真珠を探したり、スペイン人馬術家と偽ってラマやジプシーも流れ込んできた。
スペイン人は、街をケチュア語で「豊か」を意味する「ピウラ」と名づけた。現在、ピウラは、1年中暑いことにちなんで、「Ciudad del eterno calor (永遠に暑い街)」という俗称で知られている。

## 交通
- パンアメリカンハイウェイが通じ、空港がある。

## 著名な出身者
- フアン・ベラスコ・アルバラード

## 気候
| ピウラの気候           | ピウラの気候 | ピウラの気候 | ピウラの気候 | ピウラの気候 | ピウラの気候 | ピウラの気候 | ピウラの気候 | ピウラの気候 | ピウラの気候 | ピウラの気候 | ピウラの気候 | ピウラの気候 | ピウラの気候 |
| 月                     | 1月          | 2月          | 3月          | 4月          | 5月          | 6月          | 7月          | 8月          | 9月          | 10月         | 11月         | 12月         | 年           |
| ---------------------- | ------------ | ------------ | ------------ | ------------ | ------------ | ------------ | ------------ | ------------ | ------------ | ------------ | ------------ | ------------ | ------------ |
| 平均最高気温 °C （°F） | 35 (95)      | 36 (96)      | 34 (94)      | 33 (92)      | 33 (91)      | 32 (89)      | 30 (86)      | 30 (86)      | 31 (87)      | 32 (89)      | 33 (91)      | 33 (92)      | 32.7 (90.7)  |
| 平均最低気温 °C （°F） | 22 (72)      | 23 (74)      | 23 (73)      | 22 (71)      | 20 (68)      | 18 (65)      | 18 (64)      | 17 (63)      | 17 (63)      | 18 (64)      | 18 (65)      | 20 (68)      | 19.7 (67.5)  |
| 降水量 mm （inch）     | 5 (0.2)      | 20 (0.8)     | 30 (1)       | 8 (0.3)      | 0 (0)        | 3 (0.1)      | 0 (0)        | 0 (0)        | 0 (0)        | 0 (0)        | 0 (0)        | 3 (0.1)      | 69 (2.5)     |
| 出典：Weatherbase      |              |              |              |              |              |              |              |              |              |              |              |              |              |